# Mumun
Mumun keramiske periode er en arkæologisk periode i koreansk forhistorie, der daterer sig til ca. 1500-300 f.Kr. Denne periode er opkaldt efter det koreanske navn for udekorerede køkkenlertøj og opbevaringslerkar, der udgør en stor del af keramikken gennemg hele perioden, men især 850-550 f.Kr..
Mumun-perioden er kendt for oprindelsen af intensivt landbrug og komplekse samfund både på den koreanske halvø og i det japanske øhav. Denne periode eller dele af den er undertiden blevet mærket som "koreanske bronzealder", efter Christian Jürgensen Thomsens tre-periode-systems klassifikation af menneskelige forhistorie fra det 19. århundrede. Anvendelsen af en sådan terminologi i den koreanske tilfælde er imidlertid noget misvisende, da den lokale bronzeproduktion ikke indtil indtil henimod slutningen af det 8. århundrede f.Kr., de tidligste bronzegenstande er sjældne, og fordelingen af bronze er meget regionaliseret indtil efter 300 f.Kr. Et boom i de arkæologiske udgravninger af Mumun-periode lokaliteter siden midten af 1990-erne har øget vores viden om denne vigtige formative periode i forhistorie Østasien.
Mumun-perioden indledes med den Jeulmun-keramiske periode (ca. 8.000-1.500 f.Kr.). Jeulmun var en periode med jagt, indsamling, og små dyrkning af planter. Oprindelsen af Mumun-perioden er ikke kendt, men megalitiske begravelser, Mumun-keramik og store bopladser fundet i Liao-flodens Basin og Nordkorea ca. 1800-1500 angiver sandsynligvis oprindelsen for Mumun-perioden i det sydlige Korea. Svedjebrugsdyrkere som brugte Mumun-keramik erstattede mennesker, der brugte Jeulmun-periodes levemåder.

## Tidsinddeling

### Tidlig Mumun
Tidlig (eller indledende) Mumun (ca. 1.500 til 850 f.Kr.) er kendetegnet ved at flyttemarksdrift indenfor landbruget, fiskeri, jagt og diskrete bebyggelser med rektangulære semi-underjordiske grubehuse. Den sociale inddeling i tidlige Mumun-samfund var egalitære i deres karakter, men den sidste del af denne periode er præget af stigende konkurrence inden for afvikling og måske tilstedeværelsen af tidsbegrænsede "stormands" lederskab. Tidlige Mumun bosættelser er relativt koncentrerede i ådalene dannet af bifloder til Geum-floden i det vest-centrale Korea. Men en af de største tidlige Mumun-bosættelser, Eoeun (Hangeul: 어은), er beliggende i mellemste del af Nam-floddalen i Syd-centrale Korea. I sidste del af tidlig Mumun forekommer store bosættelser, som er sammensatte af mange langhuse såsom Baekseok-dong (Hangeul: 백석동), der dukkede op i området for den moderne Cheonan City, Chungcheong Nam-do.
Vigtige langvarige traditioner relateret til Mumuns ceremonielle og begravelsessystemer opstod i denne delperiode. Disse traditioner omfatter opførelse af megalitiske begravelser, produktion af rødt poleret keramik, og produktion af polerede slebne dolke.

### Mellemste Mumun
Mellemste (eller klassisk) Mumun (ca. 850-550 f.Kr.) er karakteriseret ved intensivt landbrug, som det fremgår af de store og ekspansive tørre marker rester (ca. 32.500 m2) fundne ved Daepyeong, en spredt bebyggelse med flere mangfoldige grøfteindhegninger, hundredvis af grubehuse, en specialiseret produktion og beviser for tilstedeværelsen af begyndende eliter og social konkurrence. En række våde marker (engelsk: Paddy field) er blevet udgravede i det sydlige Korea, hvilket indikerer, at risdyrkende landbrug også blev praktiseret.
Begravelser daterede til den sidste del af mellemste Mumun (ca. 700-550 f.Kr.) indeholder et par højstatus gravlæggelser med bronzegenstande. Bronzeproduktionen begyndte sandsynligvis omkring dette tidspunkt i det sydlige Korea. Andre højstatus begravelser indeholder grønsten (eller jade) ornamenter. En række megalitiske begravelser med dybe skaktgrave, omfattende 'brolægninger' med afrundede brosten og prestigegenstande såsom bronzedolke, jade og rød-brændte kar anlagte i nærheden af den sydlige kyst i sen mellemste Mumun. Højstatus megalitiske begravelser og store bygninger med hævet gulv på steder som Deokcheon-ni (Hangeul: 덕천리) og Igeum-dong i Gyeongsang Nam-do giver yderligere beviser på væksten af social ulighed og eksistensen af politiske enheder, der var organiseret på måder, synes at svare til simple "høvdingedømmer".
Koreanske arkæologer omtaler undertiden mellemste Mumun-kultur som Songguk-ri kultur (Hanja: 松 菊 里 文化; Hangeul: 송국리 문화). Fælles forekommende genstande og funktioner, der er grupperede som Songguk-ri-kultur findes i bopladser i Hoseo- og Honam-regionerne i det sydøstlige Korea, men Songguk-ri kulturens bosættelser findes også i det vestlige Yeongnam. Udgravninger har også afsløret Songguk-ri-bosættelser i Ulsan- og Gimhae-områderne. I 2005 afdækkede arkæologer Songguk-ri-kulturens grubehuse på et sted dybt inde i det indre af Gangwon. Den mest vidtgående geografiske udstrækning af Songguk-ri-kulturen synes at have været Jeju-øen og det vestlige Japan.
Mumun-kultur er begyndelsen på en langsigtet tradition for risdyrkende landbrug i Korea, der forbinder Mumun-kulturen med nutidens, men beviser fra ældre og mellemste Mumun antyder, at selv om ris blev dyrket, var det ikke den dominerende afgrøde.ref name="Crawford2003" /> Under Mumun-kulturen dyrkedes hirse, byg, hvede, bælgfrugter, og man fortsatte med at jage og fiske.

### Sen Mumun
Sen (eller post-klassisk) Mumun (550-300 f.Kr.) er kendetegnet ved stigende konflikter, befæstede bakketop-bosættelser, og en koncentration af befolkningen i det sydlige kystområde. En sen Mumun-bosættelse blev fundet i Namsan bebyggelsen, som ligger på toppen af en bakke 100 m over havets overflade i det moderne Changwon City, Gyeongsang Nam-do. En køkkenmødding blev fundet i nærheden af Namsan, hvilket indikerer, at - ud over landbruget - var udnyttelse af skaldyr en del af eksistensen i sen Mumun i nogle områder. Grubehuse på Namsan var placerede inde bag en ringgrøft, der er omtrent 4,2 m dyb og 10 meter i bredden. Hvorfor skulle sådan en formidabel ringgrøft, af så massiv i størrelse, have været nødvendig? Et muligt svar er politiske konflikter mellem folkegrupper. Arkæologer foreslår, at sen Mumun var en periode med konflikt mellem større grupper af mennesker.
Antallet af bosættelser i den sene Mumun-periode er meget lavere end i den foregående delperiode. Dette indikerer, at befolkningen blev omflyttet og at bebyggelser sandsynligvis blev mere koncentrerede i et mindre antal større bygder. Der er en række grunde til at dette kunne have sket. Der er nogle tegn på, at et voksende antal konflikter eller klimaændringer førte til misvækst.
Det er værd at bemærke, at ifølge den traditionelle Yayoi-kronologiske tidsinddeling begyndte Mumun-agtige bosættelser at dukke op i det nordlige Kyūshū (Japan) under sen Mumun. Mumun-periode sluttede, da jern dukkede op i de arkæologiske fund sammen med grubehuse, hvis indre havde spor efter sammensatte central-ovne i lighed med den historiske periode (Hangeul: 아궁이, agungi).
Nogle forskere antyder, at Mumun-keramikkens periode skal forlænges til ca. 0 f.Kr. på grund af tilstedeværelsen af et udekoreret lertøj, der var populært mellem 400 f.Kr. og Kristi fødsel og som kaldes jeomtodae (koreansk: 점 토대). Men bronze var meget vigtigt i ceremoniel og elitens liv fra 300 f.Kr.. Der ud over findes jern-genstande i stigende grad i det sydlige Korea efter 300 f.Kr. Disse forhold udskiller klart tidsperioden 300 f.Kr. - 0 fra de kulturelle, teknologiske og sociale forhold, der var til stede i Mumun-keramikkens periode. Den uensartede tilstedeværelse af bronze og jern i øgede mængder i et par højstatusgrave efter 300 f.Kr. skiller denne periode fra Mumun-keramikkens periode. Det er derfor, at Mumun som en kulturelt-teknisk periode, anses som afsluttet ca. 300 f.Kr.
Fra omkring 300 f.Kr. synes bronzegenstande at være blevet de mest værdsatte prestigevarer i forbindelse med gravlæggelser, men jerngenstande blev handlet og derefter produceret på den koreanske halvø på dette tidspunkt. Køkkenmæddingen fra sen Mumun-ældre jernalder på Neuk-do Island gav et lille antal jerngenstande, Lelang- og Yayoi-keramik og andre beviser for, at i starten af sen Mumun blev lokale samfund trukket ind i en tættere økonomisk og politisk kontakt med samfund som det sene Zhou-dynasti, sen Jomon, og tidlig Yayoi.

## Kulturelle træk

### Bronzegenstande
Bronzeproduktionen begyndte mellem det 15. og 13. århundrede f.Kr. Det hører med til det arkæologiske kompleks kaldet "bronzedolkkulturen", som omfatter Manchuriet. De omfatter dolke og hellebarder i bronze med "hvepseform" samt spejle, dekorerede med lineære motiver. Den væsentligste forskel fra Kina og Zhou-dynastiet er fraværet af trebenede vaser. Men også den meget begrænsede udstrækning af anvendelsen af bronze, såvel indenfor eliter som i den brede befolknings udstyr.
Ved slutningen af denne periode, omkring 400, dukkede jerngenstande op, først forarbejdet jern og derefter udvundet iron hvilket gør bronzealderen i Korea til en særlig kort periode.
Nogle historikere mener, at overgangen til Mumun skyldes ankomsten af et folk, der kom fra det sydlige Manchuriet og medbragte ris, bronze, skikken med stendysser og heste, og har endda antaget, at de medbragte det koreansk sprog og man har villet knytte dem til de Yemeak-folket. Andre mener imidlertid, at denne udvikling skyldes den langsomme omdannelse af en elite i forbindelse med en forøgelse af produktiviteten i landbruget

### Keramik
Det første pottemageri fra bronzealderen, kangmok toldaemun, er kun dekoreret med en udsmykning under randen, præget regelmæssigt ved trykket af et smalt og lige værktøj. De ses på lokaliteter, der udviser sene yngre stenalder og ældre bronzealder-træk. Deres udførelse genoptager de træk, der ligner dem fra den foregående periode.
Den tidlige mumun-keramik dukkede op i det 13. århundrede, i grubehuse, der overvejende var rektangulære og smalle. Det er meget mere holdbart og har en lavere absorptionskoefficient end Joulmun-keramik. Flere typer er spredt over Korea-halvøen og i Manchuriet (Liaodong). I Nordkorea forekommer Misong-ni-stil med bred åbning og smal hals, ved mundingen af Chongch'on-floden og Liaodong. Konggwi-ri-stilen med flad bund, urner med to håndtage på siderne og skåle med perforerede kanter er fundet på den midterste del af løbet for Yalou-floden. En "perforeret indretning" stil er almindelig langs Tumen-floden i det nordøstligste område. P'aengi-stilen med buet eller brystvorte-fod findes i Hwanghae-området. I Sydkorea forekommer Yoksam-dom-stilen, svarer til "perforerede dekoration" stil, og Karak-tong-stilen, der minder om p'aengi-stilen. Disse to typer dannede til sidst en ny type keramik med perforeret dekoration, der spredt over hele Sydkorea. Songgung-ni-typen dukkede op omkring 900 f.Kr. på vestkysten af provinsen Ch'ungch'on (Chungcheong). Denne stil er forskellig derved, at krukken (der er slank på en flad men smal base) her blev normen. Her var boligen rund eller firkantet. Denne stil er også forbundet med en udbredt dyrkning af ris.
Endelig i den klassiske Mumun forekommer en rød og tyndvægget keramik lavet af en meget fin ler, mens den sædvanlige mumun-keramik er lavet af grovere ler. Denne røde keramik kaldes også "rødbrunt keramik", fordi leret er blevet belagt og poleret med jernoxid før eller efter brændingen. Det er udbredt især i den sydlige del af halvøen. Det giver udseende af en lille gryde med kort krave, eller en skål med fod. Det har også været anvendt som en begravelseskeramik.

### Levevis
Den traditionelle dyrkning af hirse suppleres med dyrkning af ris, som praktiseres intenst fra klassisk Mumun, blandt andet ved brug af kunstvanding. Hvede og sojabønner forekommer, desuden byg, hamp, azuki-bønner, shiso og andre grøntsager fra Kina. Dog udgjorde jagt og fiskeri fortsat en stor del af levemåden. De værktøjer, der anvendes ved landbrug, er af slebne sten.

### Boliger
I det gamle Mumun var boligerne grubehuse af rektangulær form. Det var meget store og kunne rumme op til seks ildsteder. Fra 900 f.Kr. blev husene mindre, hvilket indikerer overgangen fra en flergenerationsbolig til et separat hjem for en kernefamilie. Husene er stadig grubehuse, men de kan være firkantede, runde eller ovale. Størrelsen af landsbyerne var lille. Det er kun i den klassiske Mumun, at større lokaliteter med op til flere hundrede huse forekommer. Det var på dette tidspunkt, at de første forekommer med et system af gulvvarme, først i den nordlige del af landet.
I modsætning til Joulmun-bebyggelserne, som blev lagte tæt ved havet og floder, er landsbyerne i Mumun placerede på højdedrag.

### Begravelsesskikke
Megalitiske grave og begravelser i krukker er blevet fundet. Stenkister bruges første gang som i de nordlige kulturer før dysser forekommer. Disse var grupperede og anvendes til nedgravning af én person. Ved afslutningen af den klassiske Mumun, var nogle af gravene særligt store og krævede et betydeligt arbejde. Et lille antal grave indeholdt prestigefyldte genstande såsom dolke, bronze, jade og rød-brændt keramik.
Der kendes ca. 30.000 stendysser fra bronzealderen i landet. Koreanske dysser inddeles i tre typer:
- Den første er (ligesom de europæiske neolitiske stendysser) lavet af to eller tre lodret rejste sten, overdækkede af en dæksten;
- Den anden har samme udseende, på den anden side de understøttende sten ikke er blevet rejst, men rullet ned i en lavning;
- Den tredje type er ikke længere helt en stendysse, da der ikke er nogle rejste sten.

De koreanske stendysser var ikke grave for høvdinge eller ekstraordinære personer. Dertil er de for talrige.
Den største koncentration af dysser i Korea er i Jeolla (전라도), men de forekommer over hele halvøen. På øen Ganghwa der 120 stendysser, arrangeret i en cirkel.